# Метлицкий, Никита Николаевич
Никита Николаевич Метлицкий (бел. Мікіта Мікалаевіч Мятліцкі; род. 6 февраля 1995, Хойники, Гомельская область) — белорусский футболист, полузащитник клуба «Юни Минск».

## Карьера
Начинал футбольную карьеру в «РУОРе». В период с 2012 по 2013 года состоял в структуре борисовского БАТЭ. Позже также прошёл молодёжные команды «Минска» и минского «Динамо», где со вторыми в 2014 году стал победителем чемпионата Белоруссии по футболу среди дублёров. В начале 2015 года стал игроком «Сморгони». Дебютировал за клуб 19 апреля 2015 года в матче против «Кобрина». В июле 2015 года покинул клуб.
В августе 2015 года присоединился к минским «Крумкачам». Провёл за клуб всего 5 матчей, так и не закрепившись в основной команде. В июле 2016 года покинул клуб. Вскоре присоединился к микашевичскому «Граниту». Дебютный матч за клуб сыграл 29 июля 2016 года против гродненского «Немана». Сыграл за клуб 10 матчей и по окончании сезона покинул клуб.
В 2017 году начал выступать в Чисти, где также играл отец футболиста Николай Метлицкий, а главным тренером был старший брат Денис Метлицкий. Вместе с клубом вышел в Первую Лигу. Закрепился в клубе, став одним из ключевых игроков. В 2020 году стал игроком «Молодечно-2018». В 2022 году пополнил состав «Юни Минск».